# 巴里薩爾專區
巴里薩爾專區是孟加拉國8個專區之一，位於該國南部。西界，南臨孟加拉灣，東界梅克納河—沙赫巴茲布爾河。面積13,644.85平方公里，2011年人口8,325,666。首府巴里薩爾市。
下分6縣、22自治市、4,273村。

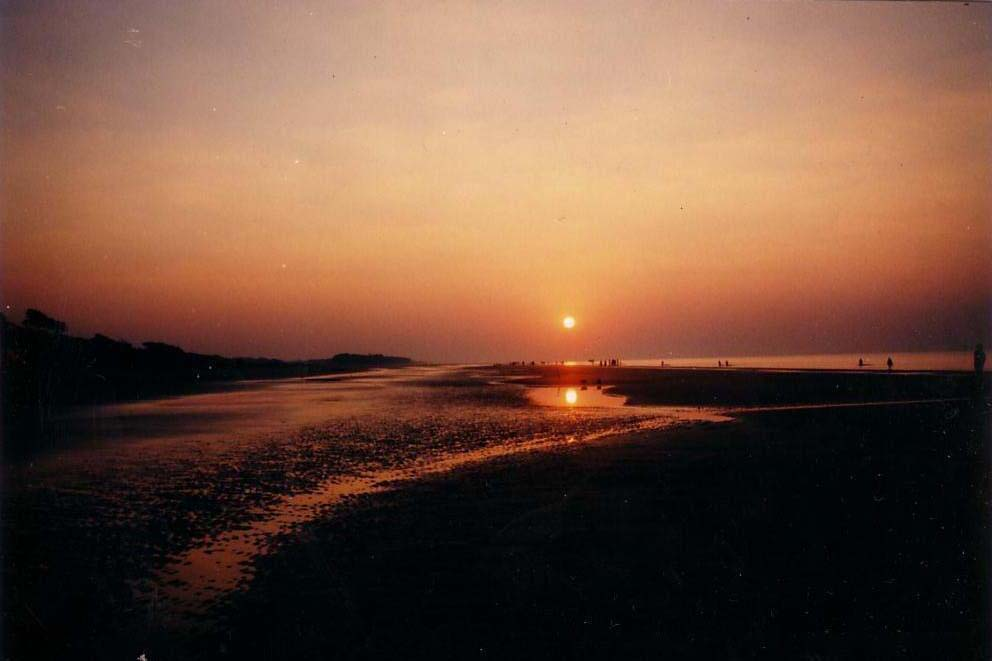
巴里薩爾平原
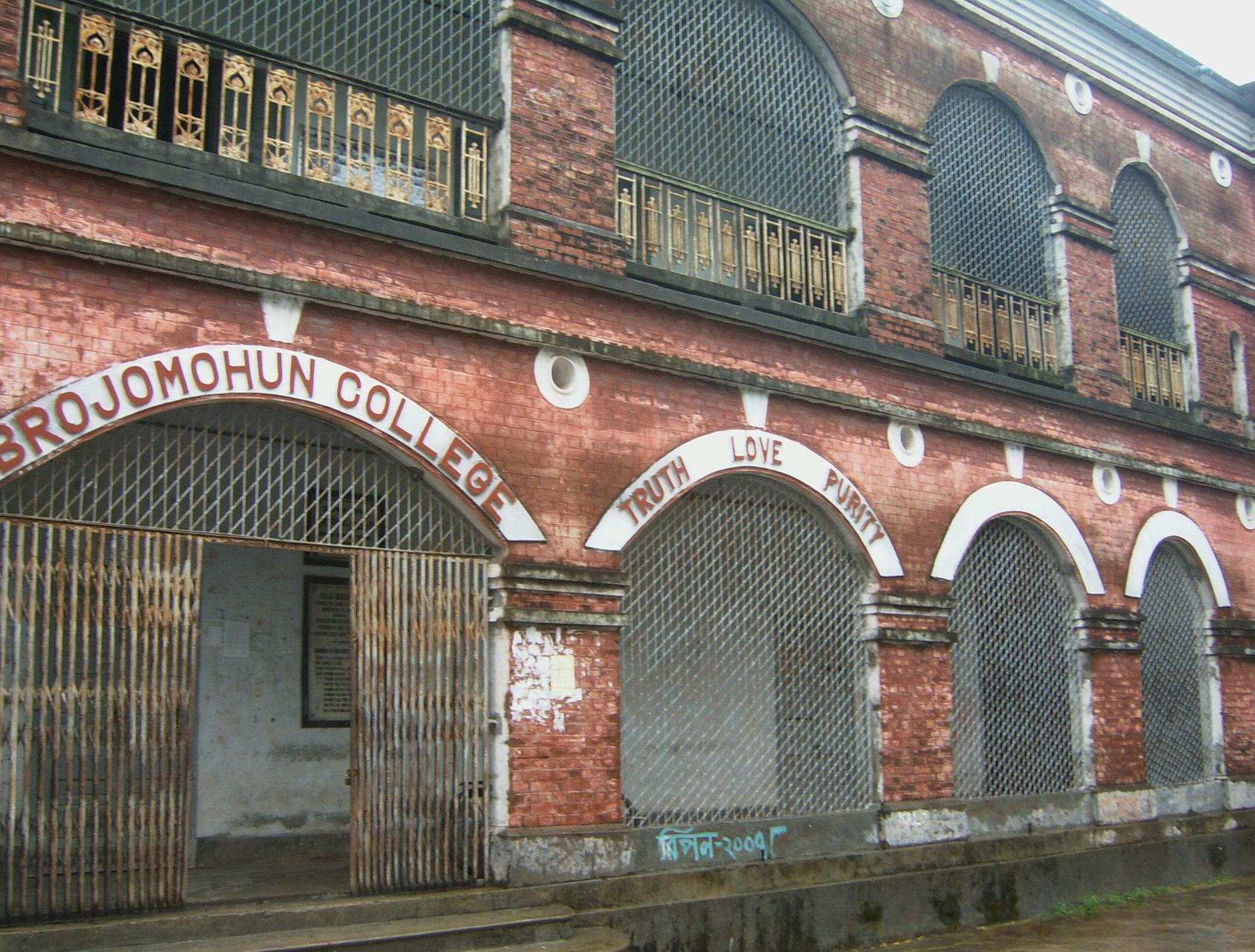
Brojomohun學院
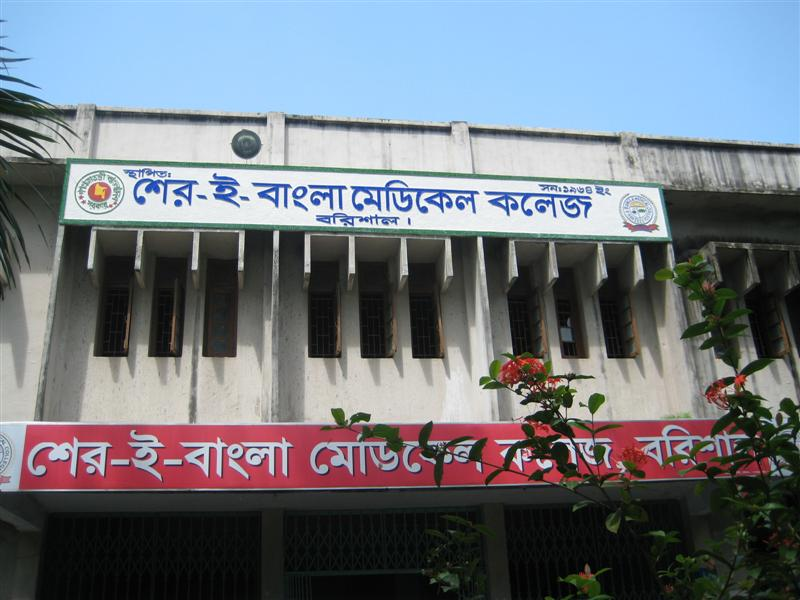
Shere Bangla醫學院
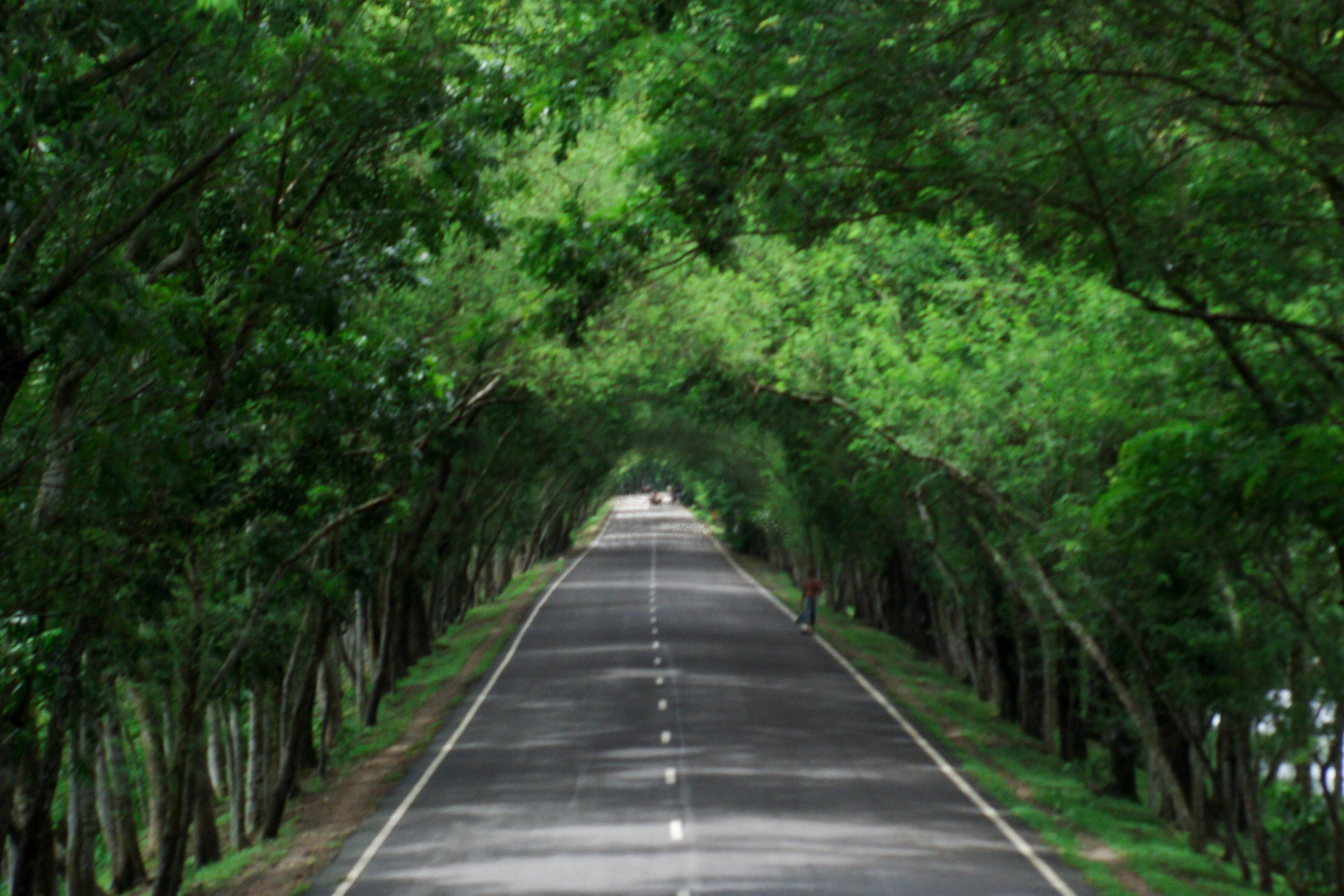
吉藍公路
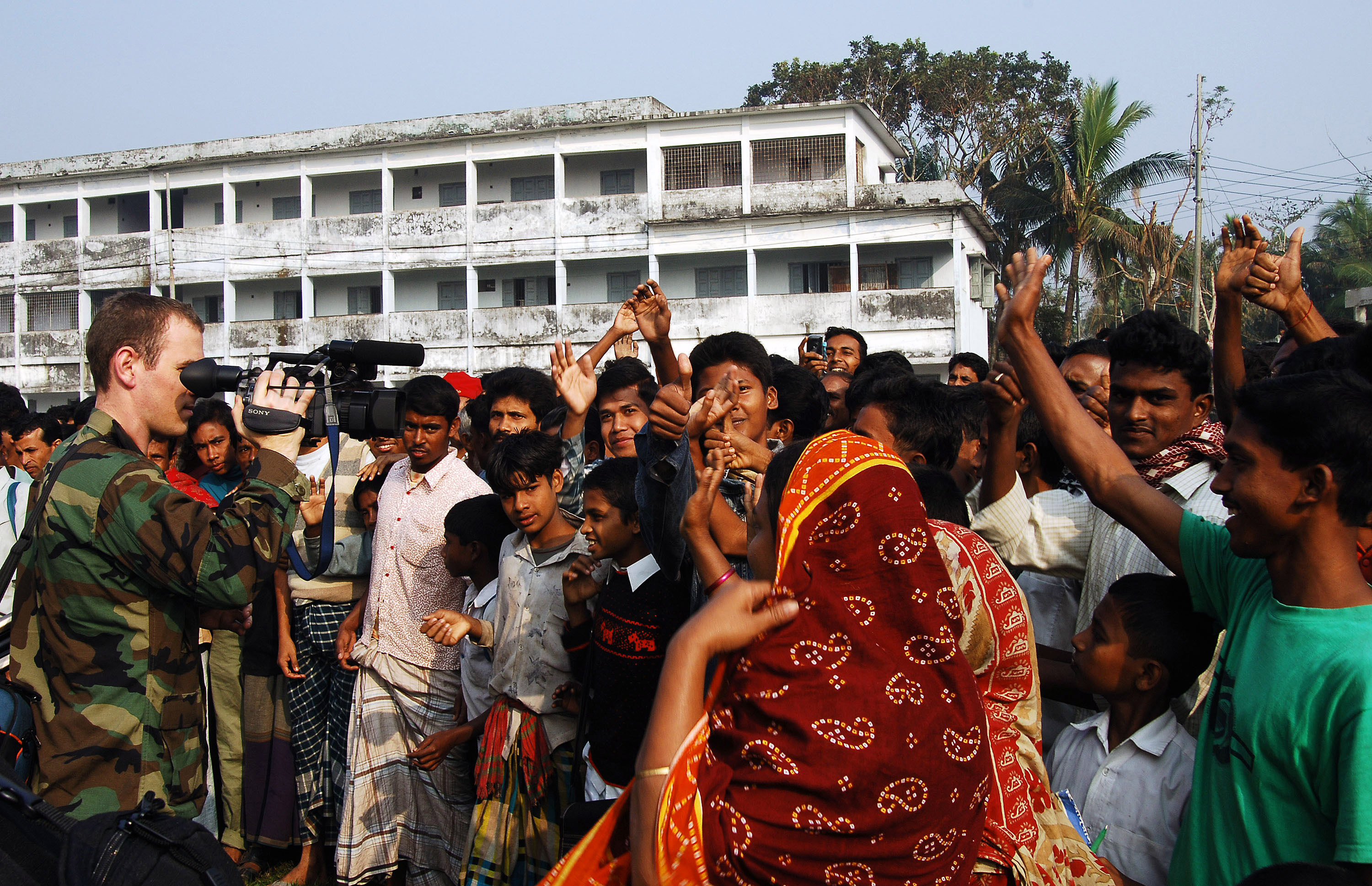
巴里薩爾市貧民區